# Історія Вільнянська
Історія м. Вільнянська (Запорізька область)

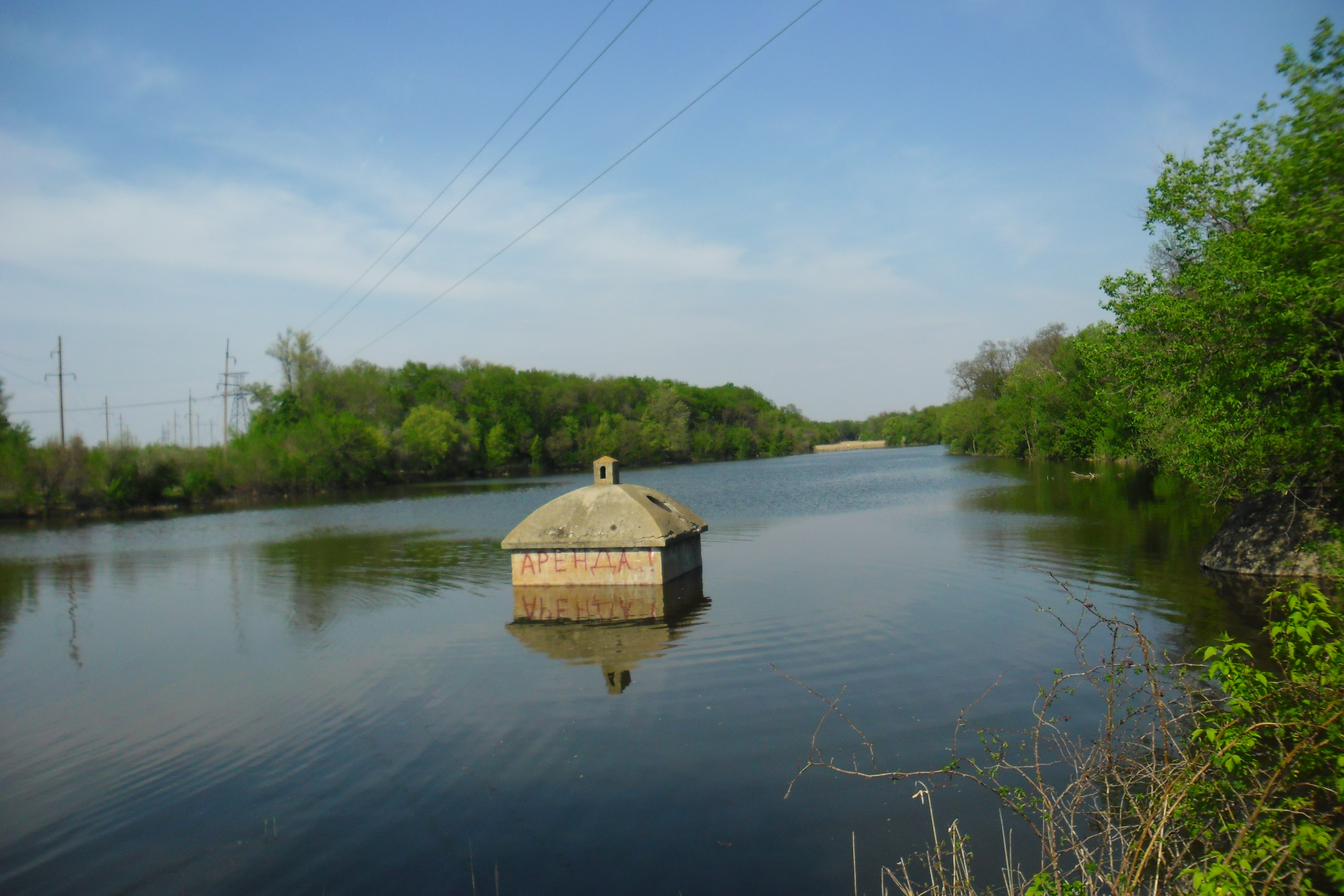
Вільнянськ. Річка Вільнянка, від назви якої названо місто.

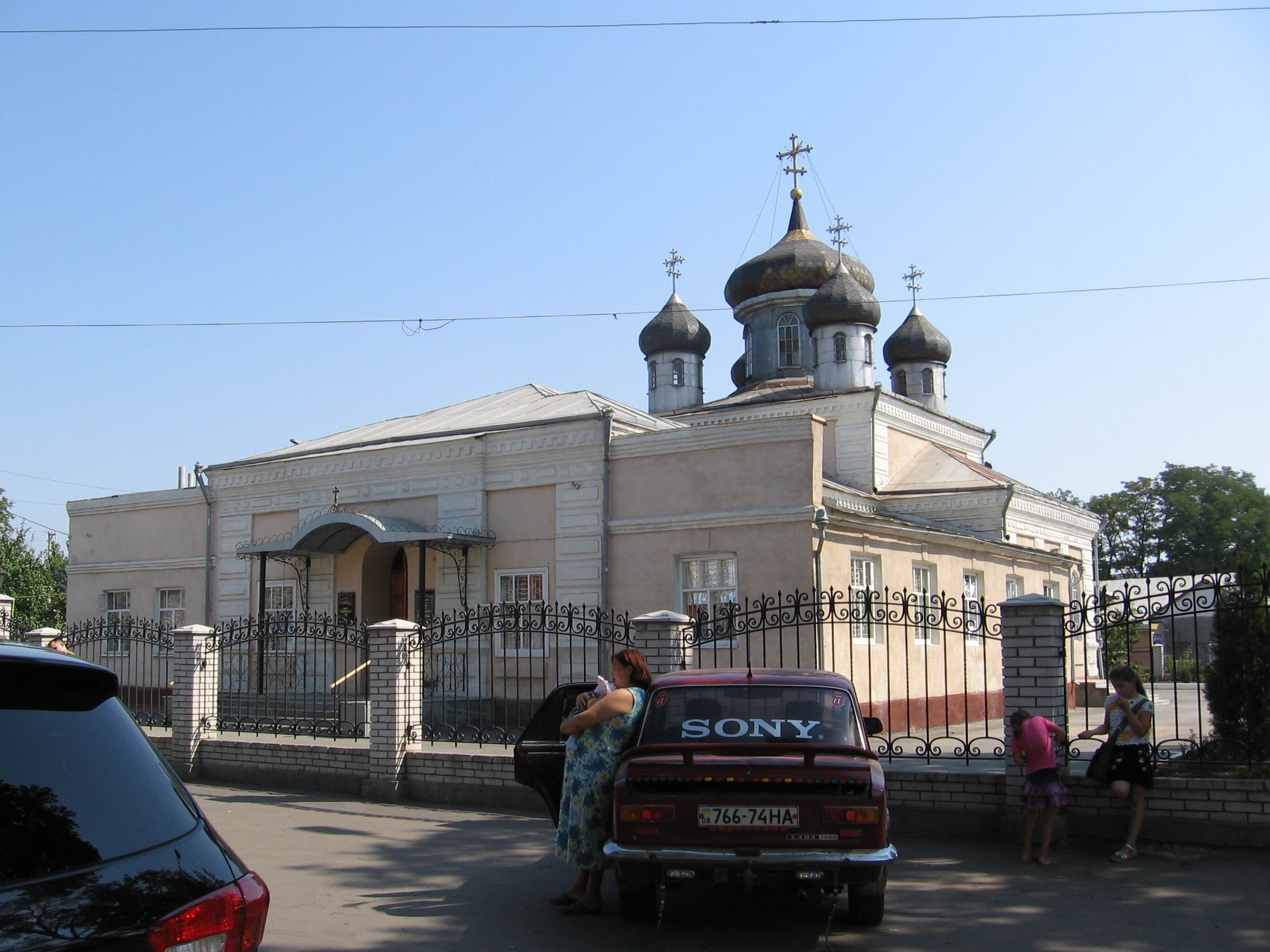
Вільнянськ. Свято-Володимирівський храм, 1902 року. Вигляд у 2007 році

«Вільнянський завод імені Т. Г. Шевченка» — старовинна будова головного корпусу заводоуправління. Фото 2009 р.

До 1924 р. селище при станції Софіївка, до 1935 р. — селище Софіївка, до 1939 р. — селище Красноармійське, до 1966 р. — селище Червоноармійське, з 1966 р. — місто Вільнянськ. Місто районного підпорядкування, центр району, залізнична станція на лінії Синельникове-1 — Запоріжжя-1. Розташоване у верхів'ях річки Вільнянки, за 25 км від м. Запоріжжя. Через місто пролягає автодорога Донецьк — Запоріжжя. Міській раді підпорядковане с. Смородине. Населення м. Вільнянська (станом на 01.01.2007) бл. 17,5 тис. чол. Площа — 1324 га.

## Заснування
Тривалий час вважалося, що Софіївка була заснована як поміщицьке село в 1840 р. Проте на сьогодні це твердження викликає певні сумніви. Так, на думку дослідника Ю.Князькова сучасний Вільнянськ утворився від селища Софіївки, яке з'явилося при однойменній залізничні станції в 1873 р.
Але є відомості, що у середині ХІХ ст. Софіївка вже належала до Катеринославської губернії
Саме це селище при станції Софіївка в 1924—1935 рр. і вважалося районним центром. Стосовно поміщицького села Софіївки, то воно виникло не у 1840 р., а близько 1810—1816 рр. і тепер, за словами Ю.Князькова, це західна частина села Новоселівки, за межею сучасного м. Вільнянська.

## Розвиток. Промисловість. Транспортне сполучення
Розростанню селища сприяло відкриття руху потягів на лінії Лозова — Синельникове (1873 р.), а також будівництво на станції Софіївка пакгаузів. Відтепер станція, а разом із нею і однойменне селище перетворилися на великий перевалочний пункт, звідки зерно вивозилося до Олександрівська.
Тут діяло Софіївське сільськогосподарське товариство
Товаризація поміщицьких господарств і пов'язане з нею розширення посівних площ обумовлювали збільшення попиту на сільськогосподарські знаряддя та машини. Враховуючи це, німецькі колоністи Классен (очевидно голландець за походженням) і Генріх Нейфельд (Хайнріхь Нойфельд) в останній чверті XIX ст. заснували в Софіївці чавунно-ливарний механічний завод з виробництва сільськогосподарських машин: кінно-тягових молотарок (молотилок), бункерів, плугів та ін. У 1891 р. завод Классена перейшов у повну власність Нейфельда. Це стало новою віхою в історії як заводу, так і самої Софіївки. Саме в цей час на заводі Классена — Нейфельда створюються нові цехи, а продукція заводу користується попитом не лише на внутрішньому ринку Російської імперії, але й на зовнішньому світовому ринкові. Завод Классена — Нейфельда неодноразово виборював нагороди на міжнародних конкурсах та виставках.
Головна контора Классена знаходилася у будівлі, яка сьогодні збереглася і знаходиться за адресою вул. Соборна 41а (що біля автобусної станції м. Вільнянськ) — вона асоціюється у місцевих мешканців з відділом поштового зв'язку. Цей будинок зведений місцевим поміщиком Кривошеєм.
Зростання обсягів виробництва заводу значно сприяло і економічному розвиткові самої Софіївки. Завдяки промисловому підйому на початку ХХ ст. помітно збільшилася кількість мешканців Софіївки, частина яких працювала на заводі Классена — Нейфельда, що був вже досить великим підприємством з річним об'ємом виробництва в 300—315 тис. крб.
На межі XIX — ХХ ст. певні зрушення відбулися в освітній, культурній та духовній сферах життя мешканців селища. В Софіївці діяли церковнопарафіяльна школа, «школа грамоти» при заводі Классена — Нельфельда. В 1894 р. на станції Софіївка було засноване дворічне фабрично-залізничне початкове училище. В ньому готували кваліфікованих робітників для обслуговування Лозово-Севастопольської залізниці. У 1913 році тут навчалося 47 учнів за професіями залізничного обхідника, ремонтника, помічника машиніста. Значна частина випускників цього закладу працювала в Олександрійських майстернях.
У 1902 р. в Софіївці було споруджено Свято-Володимирський собор. Пізніше, за часів радянської влади собор був закритий, культовий інвентар вивезено, а розписи забілено. Лише в 1993 р. силами громадськості міста при допомозі місцевої влади собор був повністю реставрований і переданий церковній громаді.

## Період Першої світової і Громадянської війни (1914—1920)
З початком Першої світової війни (1914—1918) та загальної мобілізації, в Софіївці суттєвого занепаду соціально-економічного життя не сталося. Цьому сприяло швидке переорієнтування Нейфельдового заводу. Тепер він для потреб військової армії випускав суто військову продукцію. В липні 1916 р. завод Нейфельда одержав замовлення на виготовлення 10 тис. гранат.
Після повалення самодержавства в Софіївці значно активізувалося громадсько-політичне життя. Навесні 1917 р. тут почали діяти органи Української Центральної Ради. Проте їхній вплив зводився до нуля, оскільки серйозну конкуренцію їм складали більшовики та анархісти Н.Махна. Вплив останнього значно посилився у часи Гетьмана Г.Скоропадського, коли сучасний Вільнянськ увійшов до зони окупації гетьманових союзників австро-угорців. Саме тоді, в боях з австрійськими військами Бем-Ермолі та Крауса Нестор Махно і уславився як талановитий організатор та військовий діяч. Махновські загони неодноразово з'являлися в околицях Софіївки. Щодо австрійців, то у Софіївці їхні солдати перебували з квітня по листопад 1918 р. В кінці листопада австро-угорські війська залишили Софіївку і вона одразу ж опинилася в руках прибічників Директорії УНР. Проте їхня влада також виявилася нетривкою. В січні 1919 р. загони Червоної Армії захопили Софіївку і відновили у ній радянську владу (вперше вона була встановлена тут ще в січні 1918 р. у вигляді ревкому на чолі із Шильненком). Але теж не надовго. В липні 1919 р. селище зайняли війська Добровольчої Армії генерала А.Денікіна. Проти них одразу ж активізувався партизанський рух. В результаті 8 січня 1920 р. Софіївка знову була захоплена загонами Червоної Армії. Проте невдовзі на зміну денікінцям Софіївку опанували врангелівці, яких вдалося вибити лише наприкінці жовтня 1920 р. Четверта спроба встановлення радянської влади цього разу виявилася вже остаточною.
У 1915 р. на території нинішнього Вільнянського району працювало 12 земських народних початкових шкіл.
У 1920 р. у Софіївці організовано бібліотеку.

## Радянський період

Вільнянськ. Меморіальний комплекс, 2007 рік

Вільнянськ. Меморіальний комплекс, 2009 рік

Меморіальний комплекс

Пам′ятник жертвам афганської війни

Взимку 1924—1925 рр. Софіївка стала адміністративним центром Софіївського району. Почесним членом Софіївської ради було обрано одного з керівників Радянської України — Власа Чубаря.
У 1932—1933 рр. Вільнянщина, як і вся Україна, зазнала непоправного лиха від Голодомору.
Незважаючи на роки колективізації, Голодомору та сталінських репресій у часи радянської влади в Софіївці відбувалися і позитивні явища: відновив свою діяльність колишній завод Нейфельда (тепер завод ім. Т. Шевченка), розпочав роботу елеватор, місткістю 1,5 тис. тонн зерна тощо. У передвоєнні роки в селищі спорудили кілька двоповерхових будинків, відкрили амбулаторію, дитячі ясла, пологовий будинок. Діти навчалися в середній та семирічній школах. Працювали районна, заводська та шкільна бібліотеки. З 1 лютого 1935 року почала виходити районна газета «Зоря комуни» (тепер «Дніпровські вогні»). Селище Червоноармійське (так перед війною називалася Софіївка) було електрифіковане та радіофіковане.
З початком Великої Вітчизняної війни (1941—1945) для вільнянців розпочалися лихі часи. 6 жовтня 1941 року у Червоноармійське вступили німецькі війська, групи армії «Південь». За майже два роки окупації німці встигли розстріляти кілька десятків місцевих мешканців та замучити 220 радянських військовополонених. 150 молодих вільнянців було відправлено до Німеччини на примусові роботи.
За роки Другої світової війни понад 7000 вільнянців воювали на фронтах, 5588 з них загинули, померли від ран, пропали безвісти, 2328 — нагороджені бойовими орденами і медалями, у тому числі 9 — Герої Радянського союзу
Сьогодні зберігся будинок, де розміщувалася німецька жандармерія, — він сьогодні має адресу вул. Соборна 35. До війни і після війни тут був універмаг. За періоду президентства В.Януковича — офіс Партії регіонів.
21 вересня 1943 р. Червоноармійське (сучасний Вільнянськ) було визволено радянськими військами Південно-Західного фронту (командувач — генерал армії Р.Малиновський).
У подальшому розвиток міста протікав у контексті промислового зростання і залежав від розвитку заводу столових виробів ім. Т. Г. Шевченка, заводу пластмасових виробів та ін.

## Сучасний період
На сьогодні в місті нараховується 8 пам'ятників, значна частина яких присвячена подіям Великої Вітчизняної війни. Це такі пам'ятники, як Меморіальний комплекс на честь радянських воїнів, Братська могила радянських воїнів і жертв фашизму, Пам'ятник танкістам 25-го танкового корпусу, Пам'ятник на честь подвигу Героя Радянського Союзу Я. Бочарова, Пам'ятник на честь працівників ЗіШ, які загинули в роки Великої Вітчизняної війни, Пам'ятний знак на місці розташування командного пункту 8-ї гвардійської армії Південно-Західного фронту. До Меморіального комплексу на честь радянських воїнів входить і пам'ятник присвячений воїнам-інтернаціоналістам, що загинули в Афганістані в 1979—1989 роках. На 2000-річчя від Різдва Христового поставлений Пам'ятний хрест.
До видатних людей Вільнянська відносять Героя Радянського Союзу В. Канарєєва (1915—1973) та заслужену артистку України, актрису театру ім. Заньковецької К.Хом'як (нар. 1922 р.), відомого вченого-енциклопедиста В. С. Білецького (нар. 1950 р.).
На сьогодні в м. Вільнянську існує широка мережа торговельних закладів. Найбільшими підприємствами в місті є:
— в машинобудуванні — ВАТ «Вільнянський машинобудівний завод», Вільнянське ЗАТ «Агротехсервіс»;
— в хімічній промисловості — ТОВ «Ритм»;
— в харчовій промисловості — ВАТ «Вільнянський маслозавод»;
— в мукомольно-круп'яній промисловості — ВАТ «Вільнянський комбінат хлібопродуктів».
В місті розташована центральна районна лікарня.
В Вільнянську нараховується три загальноосвітні школи (ЗОШ № 1, ЗОШ № 2, ЗОШ № 3) та гімназія «Світоч», школа-інтернат, дитячі музична та художні школи.
Діють також музеї: районний краєзнавчий та музей освіти району в гімназії «Світоч».
Працюють районні дитяча та доросла бібліотеки, кінотеатр, будинок культури, є відділення центру зайнятої.
Існують районні газети «Дніпровські вогні», «Вільнянські вісті» та радіо.
День міста святкується 21 вересня (в цей день в 1943 році Вільнянськ був визволений від німців).
У 2010-х роках згідно Закону України «Про засудження комуністичного та націонал-соціалістичного (нацистського) тоталітарних режимів в Україні та заборону пропаганди їхньої символіки», керуючись Законом України «Про місцеве самоврядування в Україні», враховуючи пропозиції і побажання мешканців міста Вільнянська виконавчий комітет міста прийняв ухвалу «Про перейменування об'єктів топоніміки міста Вільнянська»

### Сучасні пам'ятники

Пам'ятний хрест на 2000-річчя від Різдва Христового.
Пам'ятник жертвам Голодомору.
Пам'ятник жертвам Голодомору. Напис.
Пам'ятник ліквідаторам Чорнобильської катастрофи.
Памятник Т.Шевченку.

## Галерея «Історія Вільнянська»

«Вільнянський завод імені Т. Г. Шевченка» - історичне для Вільнянська містотвірне підприємство
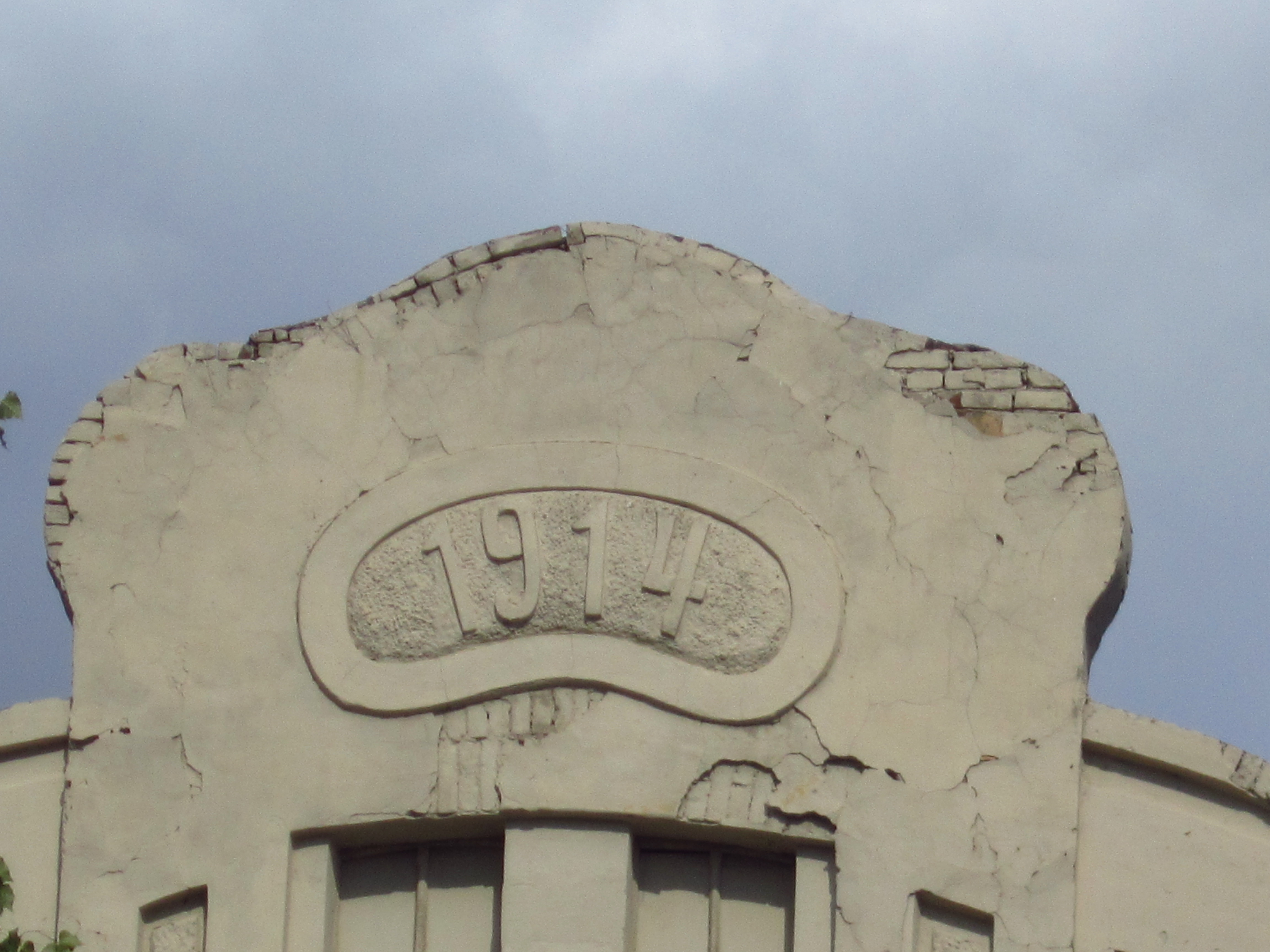
Фронтон, «Вільнянський завод імені Т. Г. Шевченка»
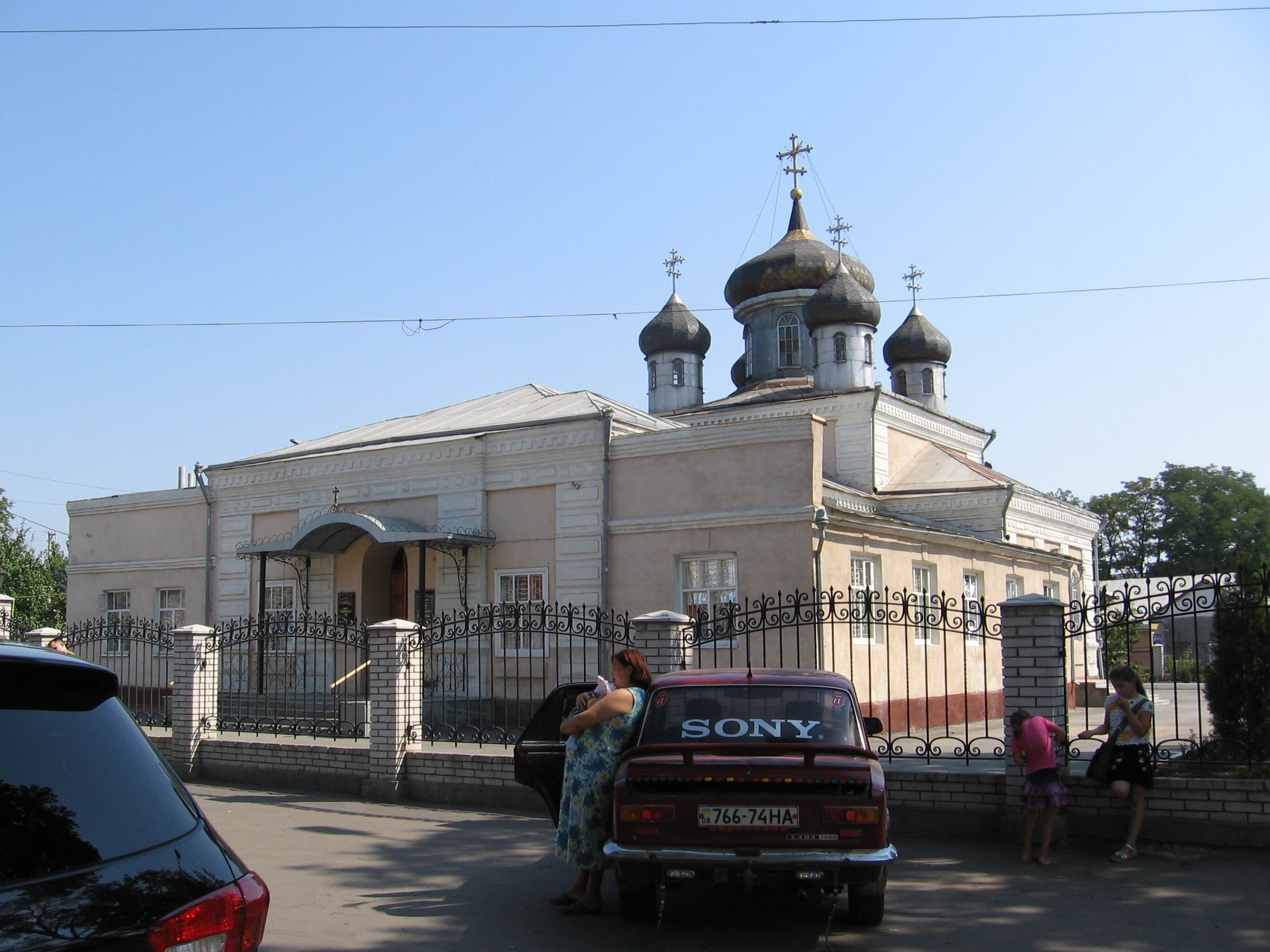
Вільнянськ. Свято-Володимирівський храм, 1902 року. Вигляд у 2007 році
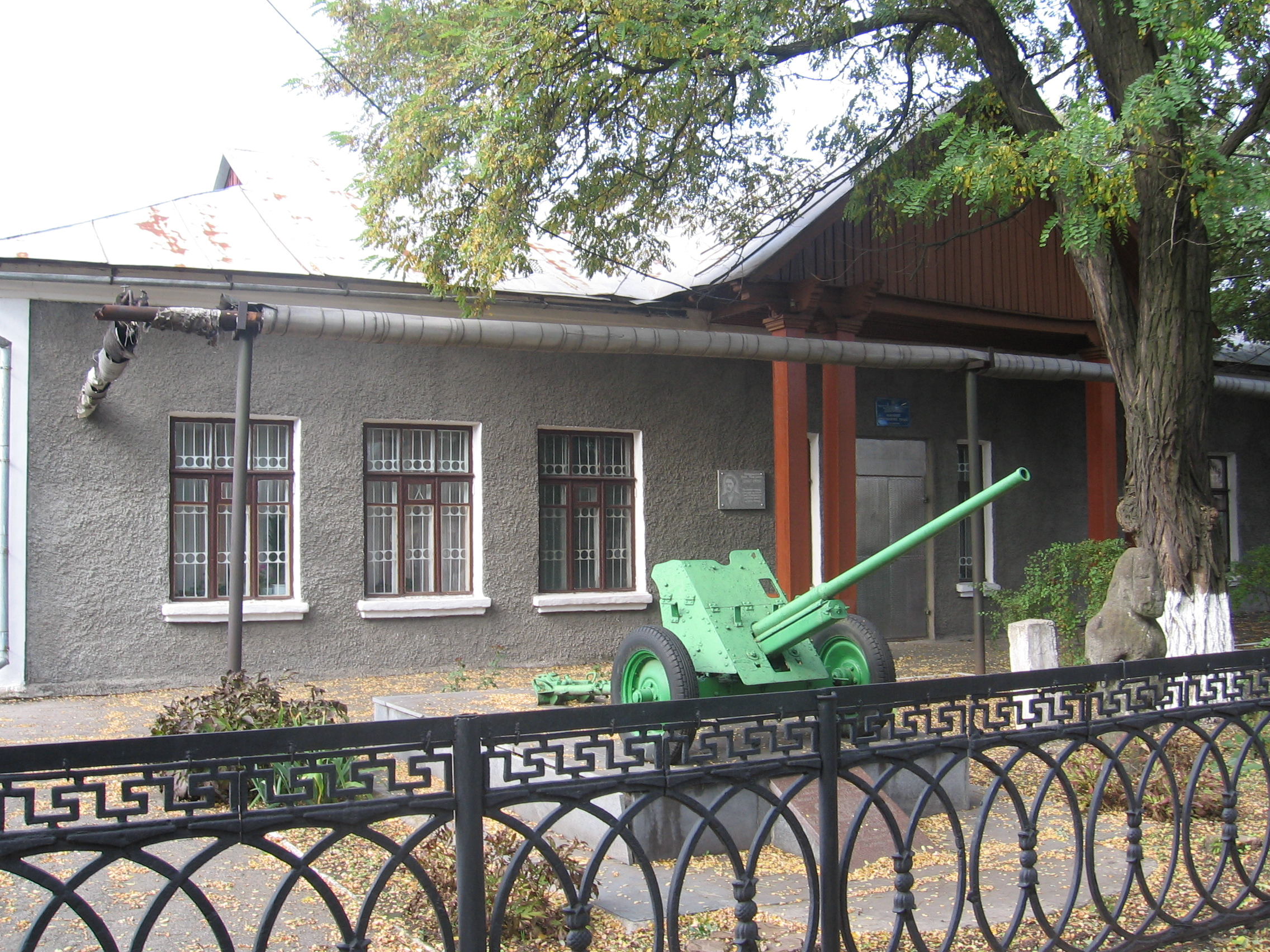
Вільнянський краєзнавчий музей
- Головна контора Заводу Классена. Будинок кінця ХІХ ст.-початку ХХ ст.
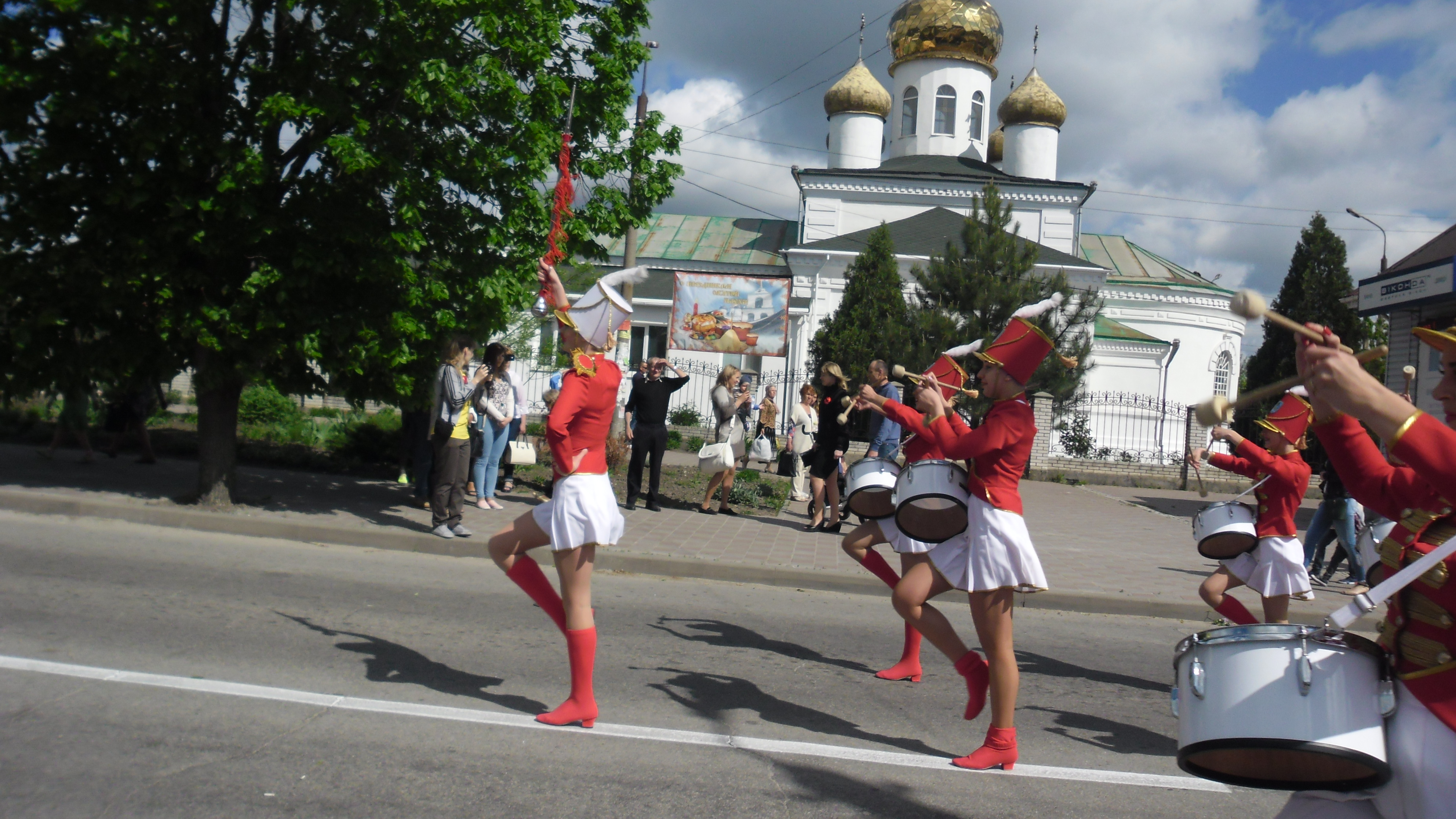
Вільнянськ. Травень 2017.
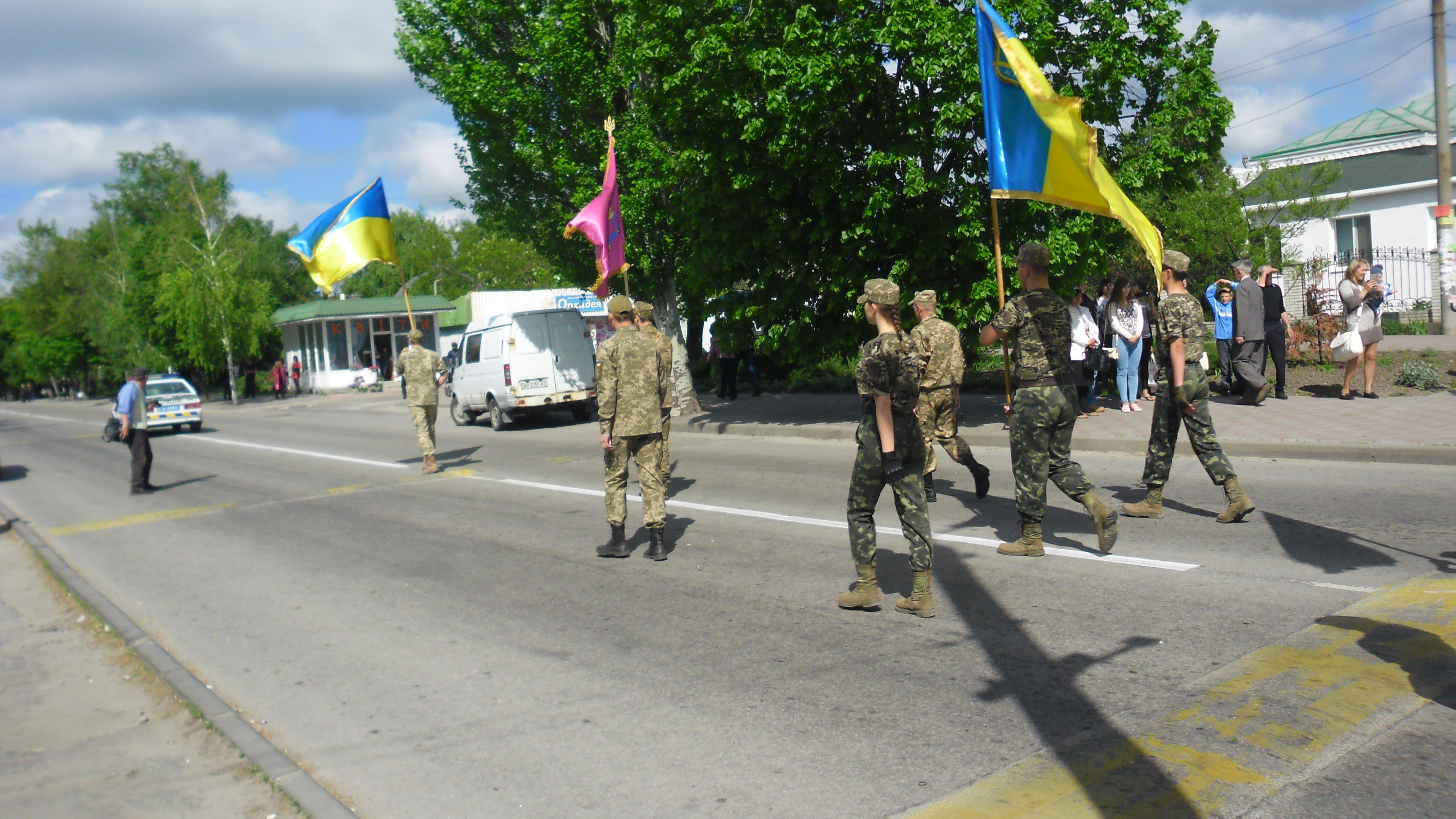
Вільнянськ. Травень 2017.
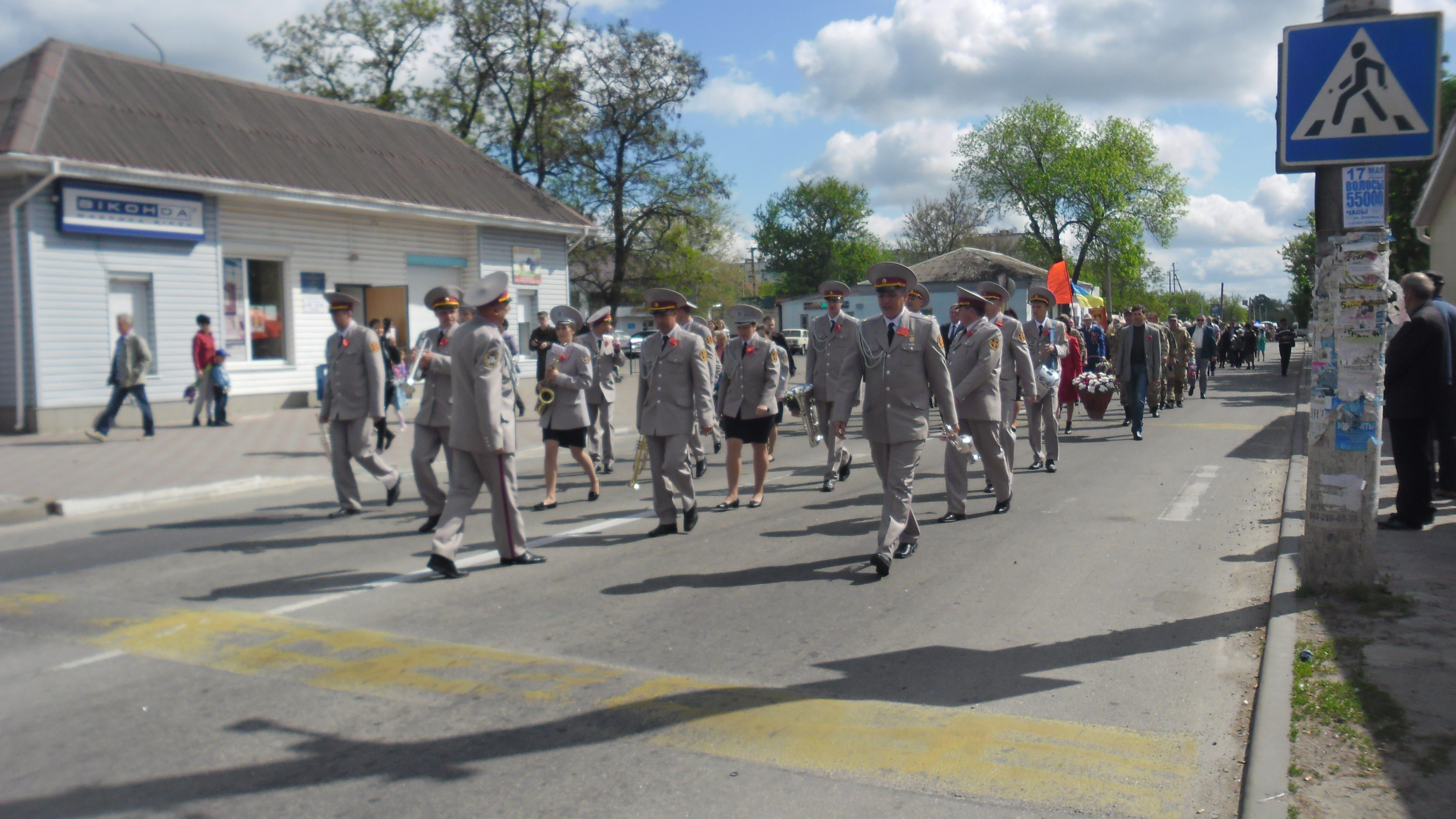
Вільнянськ. 9 травня 2017.

## Інтернет-ресурси
- Вільнянська міська рада [Архівовано 28 травня 2018 у Wayback Machine.]
- Вільнянська районна державна адміністрація [Архівовано 27 травня 2018 у Wayback Machine.]